# 陶履謙

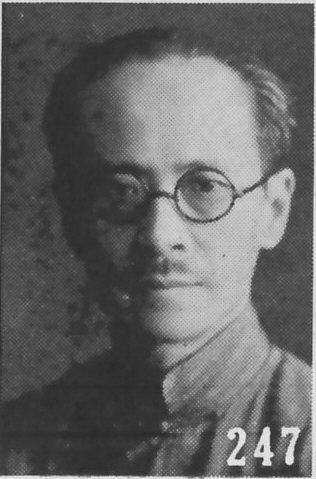
《最新支那要人传》中的陶履謙照片

陶履謙（1890年3月16日—1944年8月）字益生，号酔瓊軒主人。祖籍浙江省紹興府紹興县，生于广東省广州府。中華民国政治人物、外交官。

## 生平

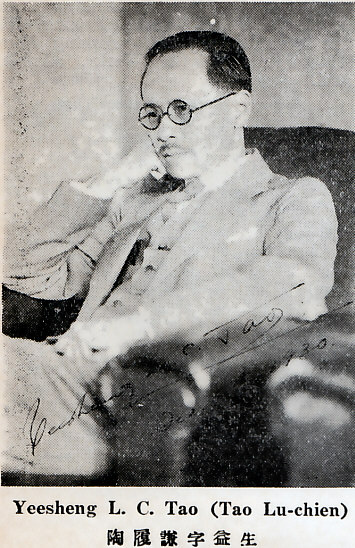
《中国名人录（第四版）》中的陶履謙照片

1911年（宣統3年），自北京译学館毕业。此後，在伍廷芳手下历任北京政府各職。1917年（民国6年），任中国駐葡萄牙公使館館員。1921年（民国10年）7月，改任駐墨西哥公使館三等秘書。1925年（民国14年），任外交部特派直隷交涉員。
1927年（民国16年）11月，转任国民政府外交部参事。翌年6月，兼任外交部总务处处長。1929年（民国18年）5月，任外交部駐广東交涉員，交涉員制度废止后，改任西南五省外交专員。1931年（民国20年），任西南派的广東国民政府外交部政務司司長。年末，各派大团結，乃改任外交部視察专員。
1933年（民国22年）1月，任立法院立法委員，在立法院長孫科领导下参与起草五五憲法。1935年（民国24年）2月，任内政部政務次長，同時代理内政部長黄郛的职务，直到同年12月。1936年9月，辞去立法委員。1937年（民国26年）11月，張治中被任命为湖南省政府主席，陶履謙任湖南省政府委員兼秘書長。翌年9月，改任湖南省民政厅厅長。
其後，因長沙大火的責任，张治中湖南省政府主席一职事实上遭到更迭，1939年（民国28年）1月薛岳接任主席。因薛岳是对日作战的前线指揮官，故陶履謙代行主席職務。1942年（民国31年）9月，辞去湖南省民政厅厅長职务（留任湖南省政府委員），任中国国民党中央訓練团高級班講座。
1944年（民国33年）8月，陶履謙在湖南省藍山县逝世。享年55岁（满54歳）。